# Tomasz Siemiątkowski (prawnik)
Tomasz Eugeniusz Siemiątkowski (ur. 16 lutego 1970 w Płocku) – polski adwokat i nauczyciel akademicki, doktor nauk ekonomicznych, doktor habilitowany nauk prawnych, specjalista w zakresie prawa handlowego. 

## Życiorys
Dzieciństwo i młodość spędził w Płocku. Ukończył Liceum Ogólnokształcące im. Marszałka Stanisława Małachowskiego. Absolwent (1994) Wydziału Prawa i Administracji Uniwersytetu Warszawskiego (summa cum laude), od 1999 adwokat Izby Adwokackiej w Warszawie. W 1998 uzyskał w Szkole Głównej Handlowej w Warszawie stopień naukowy doktora nauk ekonomicznych na podstawie dysertacji „Prokura jako pełnomocnictwo szczególne w spółkach prawa handlowego”, a w 2008 stopień naukowy doktora habilitowanego nauk prawnych na Katolickim Uniwersytecie Lubelskim Jana Pawła II na podstawie pracy „Odpowiedzialność cywilnoprawna w spółkach kapitałowych”.
W latach 1999–2011 wykładał corporate governance (w ujęciu prawa polskiego i amerykańskiego) w Programie MBA prowadzonym przez SGH i University of Minnesota. Przebywał w renomowanych zagranicznych ośrodkach naukowych: University of Minnesota, Carlson School of Management (visiting professor, 1999), University of California – Berkeley, Boalt Hall School of Law (visiting scholar – stypendysta Fundacji na Rzecz Nauki Polskiej, 2002–2003) oraz Max Planck Institut für Ausländisches und Internationales Privatrecht w Hamburgu (visiting fellow – stypendysta Max Planck Institut, 2004). W ramach pracy naukowej prowadzonej za granicą odbył studia w zakresie amerykańskiego corporate governance u prof. Richarda Buxbauma (Boalt Hall School of Law, UC Berkeley) i porównawczego corporate governance u prof. Klausa J. Hopta (Max Planck Institut, Hamburg). Otrzymał także stypendium Fundacji Kościuszkowskiej (Kosciuszko Foundation Fellowship) do University of California w Berkeley (2004).
Pracuje na stanowisku profesora uczelni w SGH (kierownik Katedry Prawa Gospodarczego i studiów podyplomowych Akademia Spółek) oraz na Wydziale Prawa i Administracji Uniwersytetu Kardynała Stefana Wyszyńskiego w Warszawie.
Od 2009 prowadzi praktykę adwokacką w Kancelarii Głuchowski Siemiątkowski Zwara, wcześniej w Kancelarii Adwokackiej dr. Tomasza Siemiątkowskiego, amerykańskich kancelariach prawniczych oraz Kancelarii dr hab. T. Siemiątkowski, Adwokaci i Doradcy. Specjalizuje się w obszarach takich, jak prawo korporacyjne, corporate governance, prawo fuzji, przejęć i restrukturyzacji, prawo rynku kapitałowego, arbitraż oraz prawo medyczne i energetyczne. Uczestniczył m.in. w przygotowaniu prospektu emisyjnego pierwszej spółki utworzonej na prawie obcym, której akcje zostały dopuszczone do obrotu publicznego w Polsce. Reprezentował Konfederację „Lewiatan” w postępowaniu przed Trybunałem Konstytucyjnym w sprawie wprowadzenia obowiązku stosowania marż urzędowych oraz zasad stosowania cen w obrocie lekami importowanymi, uzyskując korzystne dla „Lewiatana” orzeczenie. Uczestniczył w opracowaniu i realizacji pierwszej na polskim rynku publicznym koncepcji wypłaty dywidendy w akcjach „gratisowych”.
Pełnił funkcję członka Komisji Kodyfikacyjnej Prawa Cywilnego (w kadencji 2015–2019, rozwiązanej w grudniu 2015). Pełnił też funkcję członka rady nadzorczej m.in. PKO BP S.A. (oraz przewodniczącego komitetu audytu tej rady), PLL LOT S.A. oraz Polbank S.A. W latach 2013–2017 przewodniczący rady nadzorczej Polskiej Grupy Zbrojeniowej S.A.. Ponadto członek rady nadzorczej Royal Bank of Scotland Polska S.A. (2016–2019). Obecnie przewodniczący rady Fundacji Energia dla Europy (FEDE), przewodniczący Piłkarskiego Sądu Polubownego PZPN, wiceprzewodniczący Rady Fundacji Piłkarstwa Polskiego PZPN oraz członek Rady Polsko-Amerykańskiej Fundacji Onkologicznej. Od lutego 2024 ponownie członek rady nadzorczej Polskiej Grupy Zbrojeniowej S.A..
Był współautorem projektu ustawy nowelizującej kodeks spółek handlowych oraz członkiem zespołu ekspertów pracującego pod kierownictwem prof. Stanisława Sołtysińskiego (2001–2003). W latach 2003–2005 był członkiem zespołu problemowego, powołanego przez przewodniczącego Komisji Kodyfikacyjnej Prawa Cywilnego, który przygotował projekt ustawy wprowadzającej do polskiego systemu prawnego spółkę europejską. Następnie był uczestnikiem, jako ekspert rządu, prac parlamentarnych nad tym projektem. W grudniu 2009 został powołany przez przewodniczącego Komisji Kodyfikacyjnej Prawa Cywilnego w skład stałego zespołu problemowego Komisji Kodyfikacyjnej Prawa Cywilnego ds. nowelizacji kodeksu spółek handlowych (współautor projektu implementacji dyrektywy 2009/109/WE dotyczącej sprawozdawczości i dokumentacji w przypadku połączeń i podziałów spółek). W roku 2011 został powołany przez przewodniczącego Komisji Kodyfikacyjnej Prawa Cywilnego w skład zespołu ds. prawa spółek. Od 2011 członek Komisji Legislacyjnej Naczelnej Rady Adwokackiej (przewodniczący zespołu prawa gospodarczego i handlowego tej komisji). Był również pomysłodawcą oraz współautorem (wraz z adw. Radosławem Potrzeszczem i prof. Piotrem Wiórkiem) ustawy o kontroli niektórych inwestycji, przyjętej przez Sejm w 2015.
Pełnił funkcję doradcy prawnego społecznej akcji (tzw. Apel 141), zainicjowanej w lipcu 2020 przez działaczy byłej opozycji antykomunistycznej (Jarosława Macieja Goliszewskiego, Leszka Stalla i Grzegorza Kostrzewę-Zorbasa). Celem akcji było uznanie działalności opozycyjnej w okresie PRL za pracę w rozumieniu ustawowym i tym samym pokrycie przez państwo nieopłaconych składek emerytalnych za osoby, które przed 1989 były osadzane w więzieniach, internowane lub pozbawiane pracy na skutek represji politycznych. Uchwalenie w marcu 2021 ustawy o zmianie ustawy o działaczach opozycji antykomunistycznej oraz osobach represjonowanych umożliwiło „oskładkowanie” okresów działalności opozycyjnej, a przez to zwiększenie podstawy wyliczania wysokości świadczeń emerytalnych i rentowych byłych opozycjonistów.
Współautor i współredaktor czterotomowego komentarza do kodeksu spółek handlowych – Spółki osobowe. Tom 1, Spółka z ograniczoną odpowiedzialnością. Tom 2, Spółka akcyjna. Tom 3, Łączenie, podział i przekształcanie spółek. Tom 4. Współautor Systemu Prawa Prywatnego t. 16 – Prawo spółek osobowych oraz t. 17 – Prawo spółek kapitałowych. Autor oraz współautor kilkudziesięciu artykułów z zakresu prawa cywilnego i handlowego, opublikowanych m.in. w „Palestrze”, „Przeglądzie Prawa Handlowego”, „Przeglądzie Sądowym” oraz „Przeglądzie Ustawodawstwa Gospodarczego”. Pełni funkcję Przewodniczącego Rady Redakcyjnej kwartalnika „Przegląd Corporate Governance”, członka Rady Programowej kwartalnika „ADR. Arbitraż i Mediacja” oraz członka Kolegium Redakcyjnego „Palestry” – Pisma Adwokatury Polskiej.

## Wyróżnienia
W 2007 otrzymał wyróżnienie WEMBA Outstanding Instructor First Prize, a w 2008 i 2010 wyróżnienie WEMBA Outstanding Instructor Second Prize w programie MBA University of Minnesota/SGH. W 2012 został wyróżniony nagrodą Inspiracja roku, przyznaną przez Niezależny Miesięcznik Studentów SGH „Magiel”.
W 2016 został umieszczony przez Dziennik Gazetę Prawną w „Rankingu 50 najbardziej wpływowych prawników w Polsce” oraz nagrodzony „Złotym Paragrafem” – nagrodą przyznawaną za wybitne osiągnięcia w dziedzinie prawa (za działania na rzecz prawa i gospodarki).
W 2018, 2020 i 2021 lider rankingu kancelarii prawniczych „Rzeczpospolitej” w dziedzinie „prawo spółek i prawo handlowe”. W 2019 nominowany w tej dziedzinie.

## Ważniejsze publikacje
- Prokura w spółkach prawa handlowego (LexisNexis 1999), autor[58]
- Odpowiedzialność cywilnoprawna w spółkach kapitałowych, (C.H. Beck, 2007), autor[59]
- Kodeks Spółek Handlowych. Komentarz. Tytuł I. Przepisy ogólne. Tytuł II. Spółki osobowe, tom 1, (LexisNexis 2011), współautor i współredaktor[60]
- Kodeks Spółek Handlowych. Komentarz. Tytuł III. Spółki kapitałowe. Dział I. Spółka z ograniczoną odpowiedzialnością, tom 2, (LexisNexis 2011), współautor i współredaktor[61]
- Kodeks Spółek Handlowych. Komentarz. Tytuł III. Spółki kapitałowe. Dział II. Spółka akcyjna, tom 3, (LexisNexis 2012), współautor i współredaktor[62]
- Kodeks Spółek Handlowych. Komentarz. Tytuł IV. Łączenie, podział i przekształcanie spółek, Tytuł V. Przepisy karne, Tytuł VI. Zmiany w przepisach obowiązujących, przepisy przejściowe i przepisy końcowe, tom 4, (LexisNexis 2011), współautor i współredaktor[63]
- System Prawa Prywatnego t. 16 – Prawo spółek osobowych pod red. A. Szajkowskiego (C.H. Beck 2016), współautor[64]
- System Prawa Prywatnego t. 17 – Prawo spółek kapitałowych pod red. S. Sołtysińskiego (C.H. Beck 2016), współautor[65]

## Życie prywatne
Mąż Renaty, ojciec Ewy i Adama.